# Le Voyageur de l'espace
Pour plus de détails, voir Fiche technique et Distribution.
Le Voyageur de l'espace (titre original : Beyond the Time Barrier) est un film américain réalisé par Edgar G. Ulmer, sorti en 1960.

## Synopsis
Le major Bill Allison, un pilote d'essai de l'US Air Force, fait voler l'avion expérimental X-80 pour un vol spatial avec succès mais perd le contact radio en plein vol. Lorsqu'il retourne à la base aérienne, elle semble abandonnée, vieille et déserte. Mystifié, il voit une ville futuriste à l'horizon et se dirige vers elle avant de tomber dans l'inconscience et de se faire capturer.
Quand Allison se réveille, il se retrouve dans une ville souterraine dystopique connue sous le nom de Citadelle. Sans s'inquiéter du refus de ses ravisseurs de lui parler, Allison réagit d'abord de manière hostile, mais finit par se calmer et est amené à leur chef, le Suprême. Ce dernier explique que lui et son commandant en second, le capitaine, sont les deux seuls résidents de la Citadelle capables de lui parler et d'entendre. Le reste des habitants, y compris la petite-fille du Suprême, Trirene, sont sourds-muets et tout le monde sauf peut-être Trirene est stérile. Télépathe, elle lit dans les pensées d'Allison et indique au Suprême qu'elle ne le croit pas être un espion, comme le soupçonne le capitaine.
Le capitaine envoie Allison en prison avec un groupe de mutants chauves et violents qui sont déterminés à tuer tout le monde dans la Citadelle. Alors que les mutants l'attaquent, Allison en domine un et exige des réponses. Ils prétendent être les survivants d'un fléau cosmique et blâment les habitants de la Citadelle pour leurs problèmes. Le capitaine libère alors Allison et explique que Trirene a convaincu le suprême qu'il n'est pas un ennemi. Sentant sa confusion, Trirene lui montre des photographies historiques qui aident à expliquer l'histoire de la Citadelle et à sa demande le conduit vers deux scientifiques et une femme officier russe.
Après avoir désactivé les dispositifs de surveillance, les scientifiques expliquent qu'Allison a parcouru le temps jusqu'en 2024. Les essais d'armes nucléaires ont endommagé l'atmosphère terrestre, laissant passer des rayons radioactives. Ceux qui ont fui sous terre, vers la Citadelle, furent touchés bien qu'ils n'aient pas été aussi gravement affligés que ceux qui sont restés au-dessus du sol. On apprend aussi que depuis 20 ans, il n'y a pas eu de nouvelle naissance. Les scientifiques sont eux-mêmes des voyageurs temporels accidentels puisque le capitaine, est un officier russe nommé Markova et le général Kruse, arrivés de colonies d'autres planètes. Markova explique que le suprême a besoin d'Allison pour essayer de repeupler leur société avec l'aide de Trirene. Les scientifiques avertissent ensuite Allison de ne pas faire confiance à la Citadelle tandis que le capitaine avertit à son tour Allison de ne pas faire confiance aux scientifiques.
Alors que Trirene et Allison passent plus de temps ensemble, ils finissent par tomber amoureux. Bien qu'initialement réticent, Allison rejoint les scientifiques dans un plan visant à retourner Trirene contre son peuple afin qu'il puisse revenir dans le passé et essayer de changer l'histoire. De son côté, Markova libère les mutants pour attaquer les résidents et exige d'accompagner Allison à la place de Trirene. Kruss, accompagné de Bourman, arrive et tire sur Markova pour sa trahison. Puis Bourman assomme Kruse, expliquant que ce dernier prévoyait de détourner l'avion. Bourman, cependant, a également l'intention d'utiliser le X-80 pour revenir à son époque. Alors qu'Allison et Bourman se débattent pour le pistolet de Kruse, une balle perdue tue Trirene avant qu'Allison ne puisse vaincre Bourman.
Allison emmène alors le corps de Trirene au Suprême, qui est désemparé à la fois de la mort de sa petite-fille et de la perte de son peuple. Le Suprême dirige Allison vers un passage secret, persuadé qu'il y a toujours de l'espoir. Revenu à son époque, Allison raconte sa fantastique aventure dans un débriefing enregistré. Alors que des hauts fonctionnaires visitent Allison à l'hôpital, il a été révélé qu'il avait considérablement vieilli et qu'il était maintenant un homme âgé. Allison les avertit frénétiquement des événements futurs, et l'un d'eux dit qu'ils ont beaucoup à penser.

## Fiche technique
- Titre original : Beyond the Time Barrier
- Titre français : Le Voyageur de l'espace
- Réalisation : Edgar G. Ulmer
- Scénario : Arthur C. Pierce (en)
- Photographie : Meredith M. Nicholson (en)
- Musique : Darrell Calker (en)
- Pays d'origine :  États-Unis
- Format : Noir et blanc — 35 mm — 1,37:1 — Son : Mono
- Genre : Film de science-fiction
- Durée : 75 minutes
- Date de sortie : 1960

## Distribution
- Robert Clarke : Maj. William Allison
- Arianne Ulmer : Capt. Markova
- Vladimir Sokoloff : The Supreme
- Stephen Bekassy : Gen. Karl Kruse
- John Van Dreelen : Dr Bourman
- Boyd 'Red' Morgan : Capitaine